# El Malpensante
El Malpensante es una revista literaria colombiana fundada en Bogotá, en octubre de 1996 por Andrés Hoyos Restrepo, su director, y Mario Jursich Durán. El nombre de la revista fue extraído de un libro de aforismos escrito por Gesualdo Bufalino.
Desde su fundación, El Malpensante se ha convertido en uno de los principales referentes culturales de Colombia: literatura, cine, música, arte, arquitectura, diseño, política. El enfoque editorial de la revista no ha sido el de la mayoría de revistas colombianas -abordar las coyunturas sociales y políticas del país- sino el hibridaje entre literatura, cultura y periodismo. Entre los colaboradores de la revista se puede mencionar a autores como: Mario Vargas Llosa, Germán Espinosa, Leila Guerriero, Juan Gabriel Vázquez, Margaret Atwood, Juan Villoro, Samanta Schweblin, entre muchos otros.
La amplia variedad de lecturas paradójicas contenidas en sus páginas han redefinido para toda una generación de lectores lo que significa "ser malpensante": una marca de placer literario; una ventana para acceder a miradas particulares y profundas de la cultura; una firma editorial innovadora, una garantía de calidad y credibilidad.

## Historia
El Malpensante fue creada en 1996 por Andrés Hoyos Restrepo con la idea de hacer una revista literaria. Para Hoyos, este rasgo literario,"parte de las cosas bien escritas, con un cuidado en la escritura, no de los temas, porque las revistas literarias tradicionales son las que solo hablan de Quevedo, de Joyce, usualmente sobre lo más profundo de la tradición literaria. A nosotros lo que nos interesa es mirar con buena escritura casi que cualquier fenómeno, salvo la terrible actualidad".
Durante más de veinte años, Mario Jursich Durán se alternó la edición (1996-2001), la subdirección (2001- 2009) y la dirección (2009- 2016) de la revista. Desde 2002 a 2009, Camilo Jiménez se hizo cargo de la edición de la misma. Más adelante, del 2010 al 2016, Ángel Unfried -quien también fungió como director (2016- 2017)- ejerció como editor en jefe. Fue relevado por Karim Ganem Maloof (2017- 2021), y este, a su vez, por Santiago Erazo, actual editor de la revista. Desde 2017, la dirección de la revista ha sido ocupada nuevamente por Andrés Hoyos.
Desde 2003, la revista se vinculó con la Universidad Externado de Colombia para distribuir a sus suscriptores un ejemplar de la colección Un libro por centavos, destinada a divulgar voces de la poesía colombiana y del resto del globo. 
Durante varios años se realizó el Festival Malpensante, una serie de encuentros anuales que incluía diversas actividades culturales realizadas en Bogotá. Para el año 2011 se anunció que no habría más ediciones de dicho festival.
En 2017, con la excusa de conmemorar los veinte años de la revista, se publicó Ilustración Malpensante, una muestra selecta del trabajo de 55 ilustradores de Colombia y todo el mundo y una mirada tras bastidores del esmerado oficio de la ilustración editorial.
Desde 2020, El Malpensante cuenta con una edición especial anual titulada "La Malpensante Moda". Esta serie de entregas es producto de la alianza entre Fundación Malpensante y Silla Verde, y nace de la intención de explorar los puntos de contacto entre el arte y la moda. La Malpensante Moda cuenta con Rocio Arias Hofman como editora invitada en cada una de sus entregas. En sus ediciones han participado escritoras y artistas como Margo Glantz, Sorayda Peguero, Vanessa Rosales y Goyo, entre otras. 

## Propuesta gráfica
Además de idear una revista que rompiera con los criterios usuales de las revistas culturales en Colombia, Andrés Hoyos y Mario Jursich se plantearon que El Malpensante tuviera una propuesta visual sólida, en contraposición a la sobriedad excesiva del diseño de las revistas literarias colombianas del momento. De esta forma, la línea editorial de El Malpensante se ha complementado con una dirección de arte arriesgada y contemporánea: "una revista que trata de aprovechar todos los recursos de la parte gráfica, sin sacrificar nada en el contenido", según Jursich. 
La importancia de esta apuesta radica en la posibilidad de que la imagen logre dialogar con el texto, sin que lo uno esté subordinado a lo otro, o viceversa. En palabras de Ángel Unfried, uno de los antiguos editores y directores de la revista: "Las imágenes no son un simple ornamento para decorar esa inflamable línea editorial. Son las que iluminan –pues eso es “ilustrar”– los hilos invisibles entre las ideas y los textos. Mes a mes, esa mezcla afortunada de belleza y contenido se convierte en miles de ejemplares de una guapa revista que ha marcado a lectores de varias generaciones".
Gracias a esto, los textos de El Malpensante han podido ser ilustrados por artistas como Yuko Shimizu, Marcos Chin, Tomer Hanuka, Riki Blanco, Daniel Liévano, entre otros.
La dirección de arte de la revista ha sido asumida por Hugo Ávila Leal (1996-2000), John Naranjo (2000-2005), Susana Carrié (2005-2006), María José Mantilla (2007-2010), Ignacio Martínez-Villalba (2010-2017), George Anderson Lozano (2017-2021) y Federico Fonseca (2021-actualidad).

## Libros Malpensante
A pesar de que El Malpensante, desde sus primeros años, editó de forma esporádica libros de autores como Andrés Hoyos o Antonio Caballero, en 2015 la revista formalizó su propuesta editorial al crear Libros Malpensante, una editorial dedicada a expandir, en un formato de largo aliento, los contenidos de la revista. Algunos de los libros del catálogo de la editorial son: Sala de espera, de Carol Ann Figueroa; Biblioteca Bizarra, de Eduardo Halfon; Golpes de voz, de Alberto Salcedo Ramos; y La vida erótica de los filósofos, de Roberto Palacio. 

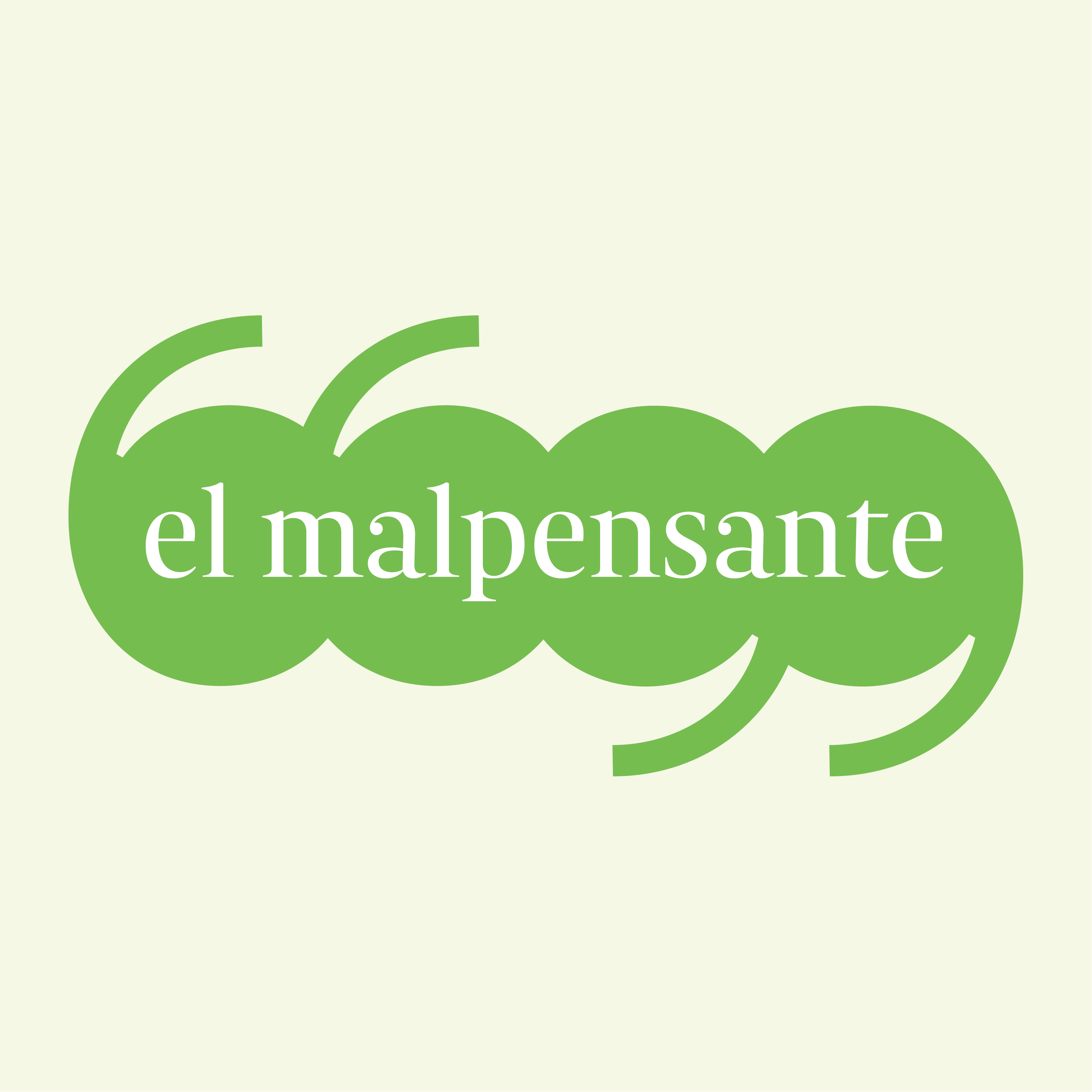
Hable bien, piense mal.

## Fundación Malpensante
Desde 2010, la Fundación Malpensante ha liderado diversos proyectos culturales y se ha convertido en la responsable de hacer posible la publicación mensual de la revista que lleva su nombre. Enfrentar estos retos es posible gracias a múltiples alianzas con entidades afines del sector público y privado. 
Durante los últimos años, la Fundación ha realizado charlas de literatura y clínicas de escritura, entre otras actividades con el fin de divulgar la cultura en el país.